# Associazione Calcio Femminile Torino 2009-2010
Questa voce raccoglie le informazioni riguardanti l'Associazione Calcio Femminile Torino nelle competizioni ufficiali della stagione 2009-2010.

## Rosa
Rosa e ruoli, tratti dal sito Football.it.
| N. |                   | Ruolo | Calciatrice           |
| -- | ----------------- | ----- | --------------------- |
|    | Italia (bandiera) | P     | Esperansa Polito      |
|    | Italia (bandiera) | P     | Federica Russo        |
|    | Italia (bandiera) | P     | Elisabetta Scaramuzzi |
|    | Italia (bandiera) | D     | Manuela Bosi          |
|    | Italia (bandiera) | D     | Francesca Coluccio    |
|    | Italia (bandiera) | D     | Jessica Lettieri      |
|    | Italia (bandiera) | D     | Elisabetta Parodi     |
|    | Italia (bandiera) | D     | Cecilia Salvai        |
|    | Italia (bandiera) | D     | Daniela Tavalazzi     |
|    | Italia (bandiera) | D     | Cristina Ugolini      |
|    | Italia (bandiera) | D     | Greta Vallotto        |
|    | Italia (bandiera) | C     | Martina Ambrosi       |
|    | Italia (bandiera) | C     | Barbara Bonansea      |
|    | Italia (bandiera) | C     | Marta Carissimi       |

| N. |                   | Ruolo | Calciatrice        |
| -- | ----------------- | ----- | ------------------ |
|    | Italia (bandiera) | C     | Chiara Figone      |
|    | Italia (bandiera) | C     | Michela Franco     |
|    | Italia (bandiera) | C     | Roberta Giorgis    |
|    | Italia (bandiera) | C     | Carmen Mavilia     |
|    | Italia (bandiera) | C     | Silvia Pisano      |
|    | Italia (bandiera) | C     | Martina Rosucci    |
|    | Italia (bandiera) | A     | Raffaella Barbieri |
|    | Italia (bandiera) | A     | Maura Bruno        |
|    | Italia (bandiera) | A     | Vanessa Lavarone   |
|    | Italia (bandiera) | A     | Erika Moretti      |
|    | Italia (bandiera) | A     | Erika Ponzio       |
|    | Italia (bandiera) | A     | Simona Sodini      |
|    | Italia (bandiera) | A     | Morena Spanu       |

## Calciomercato

### Sessione estiva
| Acquisti | Acquisti              | Acquisti             | Acquisti   |
| R.       | Nome                  | da                   | Modalità   |
| -------- | --------------------- | -------------------- | ---------- |
| P        | Elisabetta Scaramuzzi | Real Canavese Chivas | definitivo |
| D        | Cecilia Salvai        | Real Canavese Chivas | definitivo |
| D        | Daniela Tavalazzi     | Reggiana             | definitivo |
| C        | Carmen Mavilia        | Real Canavese Chivas | definitivo |

| Cessioni | Cessioni               | Cessioni        | Cessioni   |
| R.       | Nome                   | a               | Modalità   |
| -------- | ---------------------- | --------------- | ---------- |
| P        | Valentina Passagliotto | Alessandria     | definitivo |
| P        | Chiara Serafino        | Roma CF         | definitivo |
| C        | Serena Giuliano        | Juventus Torino | definitivo |
| C        | Sara Ranieri           | Juventus Torino | definitivo |

### Sessione invernale
|  |

| Cessioni | Cessioni    | Cessioni        | Cessioni   |
| R.       | Nome        | a               | Modalità   |
| -------- | ----------- | --------------- | ---------- |
| A        | Maura Bruno | Juventus Torino | definitivo |

## Risultati

### Serie A

#### Girone di andata
| Arbitro: | Alessio Saccenti (Modena) |

|                                                          |           |        |
| Vicchiarello 13’, 93’ Parejo 15’, 63’, 65’ Del Prete 79’ | Marcatori | Parodi |

| Arbitro: | Gabriele Bellanca (Genova) |

|                                                  |           |             |
| Sodini 18’ (rig.), 55’ Carissimi 22’ Rosucci 91’ | Marcatori | 77’ Mangili |

| Arbitro: | Luca Cassarà (Cuneo) |

|  |           |                                   |
|  | Marcatori | 35’, 88’ Panico 56’, 67’ Iannella |

| Mortegliano 14 novembre 2009, ore 14:30 CEST 4ª giornata | Chiasiellis                         | 0 – 0 referto | Torino | Stadio comunale Franco Beltrame\| Arbitro: \| Andrea Marangon (San Donà di Piave) \| |
| Arbitro:                                                 | Andrea Marangon (San Donà di Piave) |               |        |                                                                                      |

| Arbitro: | Marco Francesco Schifano (Novi Ligure) |

|            |           |                                                                            |
| Sodini 58’ | Marcatori | 8’ Girelli 10’ Boni 13’ Schiavi 36’ Gabbiadini 45’ (aut.) Bosi 72’ Toselli |

| Arbitro: | Veronica Vettorel (Latina) |

|           |           |  |
| Sardu 30’ | Marcatori |  |

| Arbitro: | Federico Barbieri (Bra) |

|                           |           |                    |
| Carissimi 77’ Rosucci 83’ | Marcatori | 9’ (rig.) Vukčević |

| Arbitro: | Matteo Ravanello (Castelfranco Veneto) |

|                                                   |           |  |
| Laterza 25’ Capovilla 80’ (rig.) Mason 88’ (rig.) | Marcatori |  |

| Arbitro: | Gabriele Bellanca (Genova) |

|            |           |  |
| Sodini 52’ | Marcatori |  |

| Arbitro: | Lorenzo Maggioni (Lecco) |

|                     |           |                             |
| Ricco 7’ Velati 64’ | Marcatori | 6’, 87’ Bonansea 20’ Sodini |

| Arbitro: | Edoardo Chimenti (Casale Monferrato) |

|  |           |                                  |
|  | Marcatori | 8’ Berarducci 86’ (rig.) Cantoro |

#### Girone di ritorno
| Arbitro: | Ludovico Ruffinengo (Pinerolo) |

|                                |           |                                        |
| Sodini 68’, 72’, 84’ Spanu 86’ | Marcatori | 31’, 74’ Sabatino 63’ Parejo 82’ Spina |

| Arbitro: | Carmine Tullio Graziano (Mantova) |

|                            |           |  |
| Mangili 36’, 40’ Prost 93’ | Marcatori |  |

| Arbitro: | Gavino Mannu (Sassari) |

|                      |           |  |
| Panico 19’, 29’, 32’ | Marcatori |  |

| Arbitro: | Claudio Camardi (Genova) |

|                                    |           |                       |
| Sodini 41’ Salvai 51’ Bonansea 64’ | Marcatori | 15’ Bucovaz 47’ Miani |

| Arbitro: | Alen Serena (Bassano del Grappa) |

|                                           |           |                    |
| Gabbiadini 14’, 19’ Parisi 85’ D'Adda 91’ | Marcatori | 27’ (aut.) Schiavi |

| Arbitro: | Andrea Vayr (Collegno) |

|                         |           |           |
| Rosucci 23’ Moretti 65’ | Marcatori | 42’ Gueli |

| Arbitro: | Alberto Marchetti (Vicenza) |

|  |           |            |
|  | Marcatori | 14’ Sodini |

| Arbitro: | Filippo Pisicoli (Nichelino) |

|                                 |           |                        |
| Spanu 26’ Sodini 29’ Parodi 31’ | Marcatori | 22’ Lotto 41’ Bittante |

| Arbitro: | Andrea Xausa (Portogruaro) |

|                |           |  |
| Di Filippo 86’ | Marcatori |  |

| Arbitro: | Federico Barbieri (Bra) |

|                                             |           |                        |
| Moretti 29’, 31’ Barbieri 59’ Tavalazzi 68’ | Marcatori | 50’ Costi 91’ Sabatino |

| Arbitro: | Fabio Maria Malandra (Avezzano) |

|  |           |                       |
|  | Marcatori | 63’ Salvai 76’ Sodini |

### Coppa Italia

#### Seconda fase
| 4 ottobre 2009 | Tradate Abbiate | 1 – 3 | Torino |  |

#### Terza fase
| Venaria Reale 17 ottobre 2009, ore 15:00 CEST | Torino | 4 – 0 | Multedo | Stadio Don Giacomo Mosso |

#### Quarta fase
| Tavagnacco 7 marzo 2010, ore 10:30 CET | Graphistudio Tavagnacco | 2 – 0 | Torino | Stadio Comunale |

## Statistiche

### Statistiche di squadra
| Competizione | Punti | In casa | In casa | In casa | In casa | In casa | In casa | In trasferta | In trasferta | In trasferta | In trasferta | In trasferta | In trasferta | Totale | Totale | Totale | Totale | Totale | Totale | DR  |
| Competizione | Punti | G       | V       | N       | P       | Gf      | Gs      | G            | V            | N            | P            | Gf           | Gs           | G      | V      | N      | P      | Gf     | Gs     | DR  |
| ------------ | ----- | ------- | ------- | ------- | ------- | ------- | ------- | ------------ | ------------ | ------------ | ------------ | ------------ | ------------ | ------ | ------ | ------ | ------ | ------ | ------ | --- |
| Serie A      | 32    | 11      | 7       | 1       | 3       | 24      | 23      | 11           | 3            | 1            | 7            | 8            | 23           | 22     | 10     | 2      | 10     | 32     | 46     | -14 |
| Coppa Italia | -     | 1       | 1       | 0       | 0       | 4       | 0       | 2            | 1            | 0            | 1            | 3            | 3            | 3      | 2      | 0      | 1      | 7      | 3      | +4  |
| Totale       | -     | 12      | 8       | 1       | 3       | 28      | 23      | 13           | 4            | 1            | 8            | 11           | 26           | 25     | 12     | 2      | 11     | 39     | 49     | -11 |

### Statistiche delle giocatrici
| Giocatore     | Serie A  | Serie A | Serie A     | Serie A    | Coppa Italia | Coppa Italia | Coppa Italia | Coppa Italia | Totale   | Totale | Totale      | Totale     |
| Giocatore     | Presenze | Reti    | Ammonizioni | Espulsioni | Presenze     | Reti         | Ammonizioni  | Espulsioni   | Presenze | Reti   | Ammonizioni | Espulsioni |
| ------------- | -------- | ------- | ----------- | ---------- | ------------ | ------------ | ------------ | ------------ | -------- | ------ | ----------- | ---------- |
| M. Ambrosi    | 1        | 0       | 0           | 0          | ?            | ?            | ?            | ?            | 1+       | 0+     | 0+          | 0+         |
| R. Barbieri   | 1        | 1       | 0           | 0          | ?            | ?            | ?            | ?            | 1+       | 1+     | 0+          | 0+         |
| B. Bonansea   | 21       | 3       | 2           | 1          | ?            | ?            | ?            | ?            | 21+      | 3+     | 2+          | 1+         |
| M. Bosi       | 18       | 0       | 1           | 0          | ?            | ?            | ?            | ?            | 18+      | 0+     | 1+          | 0+         |
| M. Bruno      | 0        | 0       | 0           | 0          | ?            | ?            | ?            | ?            | 0+       | 0+     | 0+          | 0+         |
| M. Carissimi  | 20       | 2       | 0           | 1          | ?            | ?            | ?            | ?            | 20+      | 2+     | 0+          | 1+         |
| F. Coluccio   | 18       | 0       | 3           | 1          | ?            | ?            | ?            | ?            | 18+      | 0+     | 3+          | 1+         |
| C. Figone     | 4        | 0       | 0           | 0          | ?            | ?            | ?            | ?            | 4+       | 0+     | 0+          | 0+         |
| M. Franco     | 21       | 0       | 2           | 0          | ?            | ?            | ?            | ?            | 21+      | 0+     | 2+          | 0+         |
| R. Giorgis    | 3        | 0       | 0           | 0          | ?            | ?            | ?            | ?            | 3+       | 0+     | 0+          | 0+         |
| V. Lavarone   | 0        | 0       | 0           | 0          | ?            | ?            | ?            | ?            | 0+       | 0+     | 0+          | 0+         |
| J. Lettieri   | 10       | 0       | 0           | 0          | ?            | ?            | ?            | ?            | 10+      | 0+     | 0+          | 0+         |
| C. Mavilia    | 0        | 0       | 0           | 0          | ?            | ?            | ?            | ?            | 0+       | 0+     | 0+          | 0+         |
| E. Moretti    | 11       | 3       | 1           | 0          | ?            | ?            | ?            | ?            | 11+      | 3+     | 1+          | 0+         |
| E. Parodi     | 20       | 2       | 1           | 0          | ?            | ?            | ?            | ?            | 20+      | 2+     | 1+          | 0+         |
| S. Pisano     | 16       | 0       | 1           | 0          | ?            | ?            | ?            | ?            | 16+      | 0+     | 1+          | 0+         |
| E. Polito     | 0        | 0       | 0           | 0          | ?            | ?            | ?            | ?            | 0+       | 0+     | 0+          | 0+         |
| E. Ponzio     | 4        | 0       | 0           | 0          | ?            | ?            | ?            | ?            | 4+       | 0+     | 0+          | 0+         |
| M. Rosucci    | 21       | 3       | 5           | 0          | ?            | ?            | ?            | ?            | 21+      | 3+     | 5+          | 0+         |
| F. Russo      | 8        | -18     | 0           | 0          | ?            | ?            | ?            | ?            | 8+       | -18+   | 0+          | 0+         |
| C. Salvai     | 11       | 2       | 1           | 0          | ?            | ?            | ?            | ?            | 11+      | 2+     | 1+          | 0+         |
| E. Scaramuzzi | 13       | -26     | 1           | 0          | ?            | ?            | ?            | ?            | 13+      | -26+   | 1+          | 0+         |
| S. Sodini     | 21       | 12      | 4           | 0          | ?            | ?            | ?            | ?            | 21+      | 12+    | 4+          | 0+         |
| M. Spanu      | 15       | 2       | 2           | 1          | ?            | ?            | ?            | ?            | 15+      | 2+     | 2+          | 1+         |
| D. Tavalazzi  | 22       | 1       | 2           | 0          | ?            | ?            | ?            | ?            | 22+      | 1+     | 2+          | 0+         |
| C. Ugolini    | 16       | 0       | 4           | 1          | ?            | ?            | ?            | ?            | 16+      | 0+     | 4+          | 1+         |
| G. Vallotto   | 1        | 0       | 0           | 0          | ?            | ?            | ?            | ?            | 1+       | 0+     | 0+          | 0+         |